# La Güera
La Güera (también llamada La Agüera; en árabe: الكويرة) es una ciudad del Sáhara Occidental situada en la costa atlántica. Fue una población del Sahara español de 1912 a 1976. Se encuentra deshabitada desde 1989 y en tierra de nadie por el conflicto del Sahara Occidental.

## Toponimia
Nombrada como La Agüera, La Güera o simplemente Güera. En castellano el nombre de agüera significa las zanjas hechas en un terreno para encaminar el agua de lluvia a los campos de cultivo. El término procede del hassaní elevación a junto al mar.

## Geografía
Situada a orillas del océano Atlántico, en la parte sur occidental del cabo Blanco y cerca de las ciudades mauritanas de Nuadibú y Cansado. 

## Historia

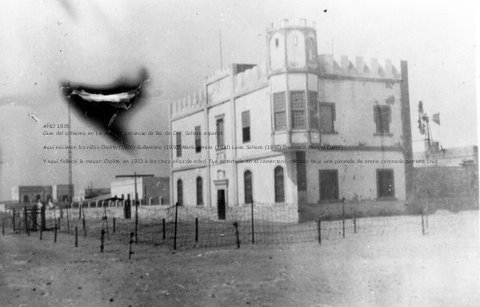
Casa del gobernador español de La Güera, hacia 1935.

La Güera fue fundada el 30 de noviembre de 1920 por el coronel Bens para asegurar con su existencia el límite sur del Sahara español.  Con el acuerdo de las tribus locales se estableció un pequeño fuerte y una factoría de salazón de pescado en la parte occidental del cabo Blanco. La Güera estaba  a pocos kilómetros de Port-Étienne (actual Nuadibú), población de la colonia francesa de Mauritania que se encontraba en la parte oriental del cabo. El límite divisorio norte-sur de cabo Blanco había sido fijado en la Convención Franco-Española de Madrid de 1912. La primera edificación fue la factoría pesquera de la empresa canaria Marcotegui, Guedes y Cia, que durante los primeros años, y con un pequeño embarcadero anexo. A continuación se edificó el fuerte y el edificio del Gobierno. En 1924 fue incorporada a la colonia de Río de Oro, si bien permaneció en la localidad un delegado del gobernador general de la colonia de Río de Oro. Durante el breve periodo en el que fue una colonia separada, llegó a emitir sellos de correos propios.  
En 1954 su población era de 191 habitantes, siendo una cuarta parte europeos y su principal fuente de riqueza era la pesca en el banco pesquero canario-sahariano por parte de pescadores canarios. De esta época data la construcción de un segundo fuerte en la punta del águila, ya que el primigenio se encontraba en estado ruinoso, y un aljibe para el almacén del agua dulce procedente de Canarias. La población de La Güera contaba asimismo con bancos, escuela, hospital-dispensario, la iglesia de la Inmaculada, central eléctrica, presencia de la Policía Territorial y el aeródromo de la Güera. 
Ante la amenaza de la guerra de Ifni-Sahara en La Güera se destacó, para su defensa, una sección de Infantería del Regimiento Canarias 50, así como un destacamento de transmisiones. En los años sesenta se incrementó la población por la instalación de las fábricas de harina de pescado Insamarta y Omar , convirtiéndose en los años 70 La Güera en el puerto pesquero más importante del Sahara español, por delante de Villa Cisneros.
Desde los acuerdos de Madrid de 1975 sigue siendo Territorio en disputa. Antes de la larga guerra de liberación saharaui la ciudad era famosa por su rica fauna marina: la foca monje como símbolo de la Ciudad, cetáceos y la especial relación de simbiosis en el arte de la pesca de estos (delfines) con pescadores pertenecientes al segmento de población saharaui más apegado a las costumbres bereberes cuya lengua amazig aún preservaban, en la proporción más alta del territorio, además de técnicas y términos lingüísticos en común con pescadores españoles venidos de las Canarias y hermanos de su misma etnia imraguen, del lado mauritano. Los tiempos en que el banco pesquero funcionaba a pleno rendimiento para las gentes del lugar son ya sólo recuerdos del ayer.
Tras la batalla  de La Güera y Tichla fue ocupada por Mauritania el 20 de diciembre de 1975. Después del acuerdo de Rabat del 14 de abril de 1976 entre Marruecos y Mauritania quedó bajo soberanía mauritana, en la región mauritana de Tiris al-Gharbiyya, constituida sobre el territorio anexionado por este país en el Sahara Occidental. En 1979 Mauritania y el Frente Polisario firmaron el Acuerdo de Argel por el que Mauritania salía del Sahara Occidental, cediendo los territorios bajo su soberanía al Frente Polisario. La Güera fue rápidamente militarizada por Marruecos[cita requerida]. En el contexto de la guerra del Sahara Occidental, el territorio al sur de Guergerat y del muro de Marruecos de 1980, donde se encuentra la Güera, era empleado por el Frente Polisario para entorpecer mediante sabotajes, ataques, secuestros y coacciones, el comercio de la capital económica de Mauritania, Nuadibú hacia Marruecos.
En la década de 1990 Marruecos realizó inversiones en infraestructuras para asegurar el comercio entre Guergerat y Nuadibú en Mauritania en la zona colchón entre ambos países delimitada por el alto el fuego de 1991 que puso fin a la guerra del Sahara Occidental. Sin embargo, la zona es controlada de facto por Mauritania en defensa de Nuadibú, capital económica del país. Debido al Conflicto del Sahara Occidental se encuentra en tierra de nadie, deshabitada, en ruinas y semienterrada por la arena, siendo poblada por algún pescador imraguen y por un campamento militar mauritano, que fue ganado por el Frente Polisario en 2016.